# Thomas Röhler
Thomas Röhler (né le 30 septembre 1991 à Iéna) est un athlète allemand, spécialiste du lancer du javelot, champion olympique en 2016 à Rio et champion d'Europe en 2018 à Berlin.

## Biographie

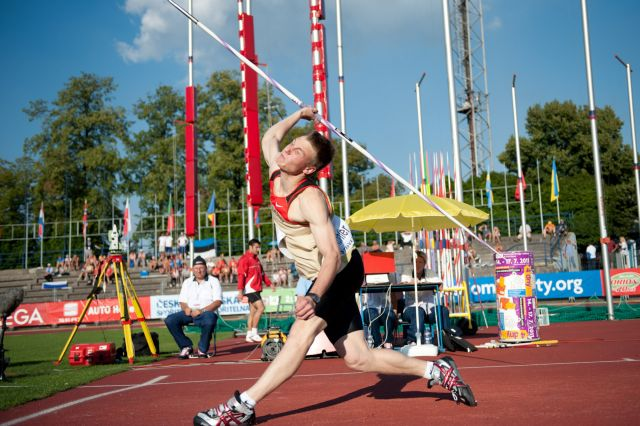
Thomas Röhler en 2011 lors des Championnats d'Europe espoirs

Il se classe neuvième des championnats du monde juniors 2010, et septième des championnats d'Europe espoirs 2011.
En 2013, Thomas Röhler prend la deuxième place de la Coupe d'Europe hivernale des lancers, à Castellón de la Plana en Espagne, derrière le Letton Zigismunds Sirmais (81,87 m contre 82,51 m). Le 31 mai, à Dessau, il porte son record personnel à 83,95 m. Sélectionné dans l'équipe d'Allemagne lors des championnats d'Europe par équipes, à Gateshead, il termine deuxième de la compétition avec un lancer à 83,31 m, derrière le Russe Dmitriy Tarabin.

### 2016: barre des 90 m et titre olympique à Rio
Le 20 mai 2016, l'Allemand établit la meilleure performance mondiale de l'année avec 87,37 m qu'il extend à 89,30 lors des Bislett Games d'Oslo. Le 19 juin, il devient champion d'Allemagne avec un jet à 86,81 m. Le 29 juin lors des Paavo Nurmi Games à Turku, Röhler dépasse pour la 1re fois la ligne des 90 mètres avec un 3e jet à 91,27 m avant de confirmer au 5e essai avec 91,04 m.
Le 7 juillet, en finale des Championnats d'Europe d'Amsterdam, l'Allemand prend une décevante 5e place à cause de problèmes de dos, avec 80,78 m. Le mois suivant, en pleine santé, l'Allemand décroche le 1er grand titre international de sa carrière en s'imposant en finale des Jeux olympiques de Rio avec un jet à 90,30 m, devant le champion du monde en titre Julius Yego (88,24 m) et le champion olympique en titre Keshorn Walcott (85,38 m).

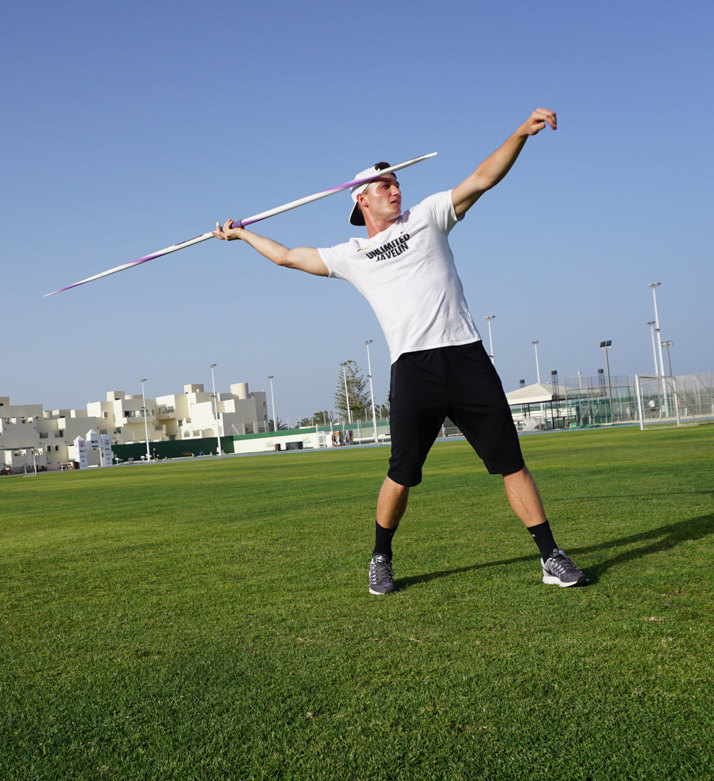
Thomas Röhler à l'entrainement en Espagne en mars 2017.

### 2017: 93,90 m à Doha mais au pied du podium aux Mondiaux de Londres
Le 5 mai 2017, pour l'ouverture de sa saison estivale, Thomas Röhler s'impose à Doha avec un incroyable jet à 93,90 m, améliorant tout d'abord son record personnel de deux mètres, établissant un record d'Allemagne, un record de la ligue de diamant et un record du meeting. Son record d'Allemagne est toutefois battu par son compatriote Johannes Vetter le 11 juillet, celui-ci réalisant un jet à 94,44 m au meeting de Lucerne. Röhler reste néanmoins le 3e performeur de tous les temps du lancer du javelot.
Le 21 mai, il s'impose au Seiko Golden Grand Prix avec 86,55 m. Lors du Golden Gala de Rome, il s'impose avec une nouvelle marque supérieure à 90 m : 90,06 m, qu'il réitère lors du Golden Spike d'Ostrava le 28 juin avec 91,53 m (et également un autre jet à 91 m dans la compétition). Il est le premier athlète depuis Andreas Thorkildsen en 2006 à réaliser 3 compétitions au-dessus des 90 mètres lors de la même année. Favori, Thomas Röhler échoue cependant à remporter une médaille lors des championnats du monde de Londres : il termine au pied du podium avec 88,26 m, battu de six centimètres pour la médaille de bronze par le Tchèque Petr Frydrych. Le 24 août, il termine 2e de la finale de la Ligue de diamant lors du Weltklasse Zürich avec 86,59 m, battu par Jakub Vadlejch (88,50 m) qui décroche le trophée.

### 2018: Champion d'Europe à Berlin

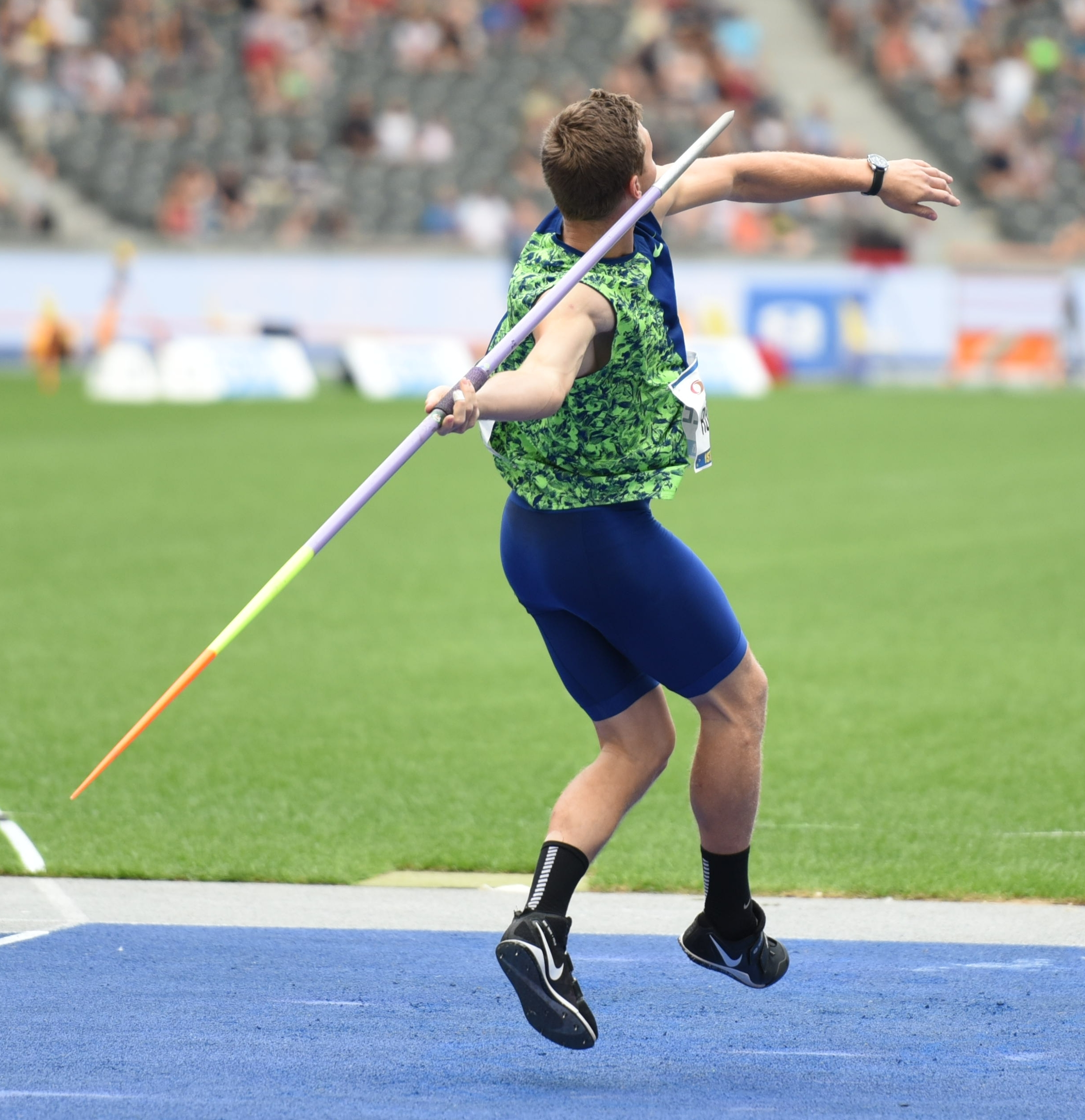
Röhler, 2019

Le 9 août 2018, Thomas Röhler remporte la médaille d'or des championnats d'Europe de Berlin avec 89,47 m, devançant sur le podium son compatriote Andreas Hofmann (87,60 m) et l'Estonien Magnus Kirt (85,96 m).
Eliminé dès les qualifications des Mondiaux de Doha en octobre 2019, il enchaîne les blessures lors des saisons suivantes. Le 28 juin 2021, il annonce renoncer aux Jeux Olympiques de Tokyo en raison d'une blessure au dos, alors qu'il était tenant du titre.

## Palmarès
| Date | Compétition                          | Lieu             | Résultat | Marque  |
| ---- | ------------------------------------ | ---------------- | -------- | ------- |
| 2010 | Championnats du monde juniors        | Moncton          | 9e       | 69,93 m |
| 2011 | Championnats d'Europe espoirs        | Ostrava          | 7e       | 78,20 m |
| 2013 | Coupe d'Europe hivernale des lancers | Castellon        | 2e       | 81,87 m |
| 2013 | Championnats d'Europe par équipes    | Gateshead        | 2e       | 83,31 m |
| 2013 | Championnats d'Europe espoirs        | Tampere          | 3e       | 81,74 m |
| 2014 | Coupe d'Europe hivernale des lancers | Leiria           | 2e       | 81,17 m |
| 2014 | Championnats d'Europe                | Zurich           | 12e      | 70,31 m |
| 2014 | Ligue de diamant                     | Ligue de diamant | 1er      | détails |
| 2015 | Coupe d'Europe hivernale des lancers | Leiria           | 2e       | 81,83 m |
| 2015 | Championnats du monde                | Pékin            | 4e       | 87,41 m |
| 2016 | Championnats d'Europe                | Amsterdam        | 5e       | 80,78 m |
| 2016 | Jeux olympiques                      | Rio de Janeiro   | 1er      | 90,30 m |
| 2016 | Ligue de diamant                     | Ligue de diamant | 2e       | détails |
| 2017 | Championnats d'Europe par équipes    | Lille            | 3e       | 84,22 m |
| 2017 | Championnats du monde                | Londres          | 4e       | 88,26 m |
| 2017 | Ligue de diamant                     | Ligue de diamant | 2e       | 86,59 m |
| 2018 | Championnats d'Europe                | Berlin           | 1er      | 89,47 m |
| 2018 | Ligue de diamant                     | Ligue de diamant | 3e       | 85,76 m |
| 2018 | Coupe continentale                   | Ostrava          | 1er      | 87,07 m |
| 2019 | Ligue de diamant                     | Ligue de diamant | 7e       | 82,91 m |

## Records
| Épreuve           | Performance | Lieu | Date       |
| ----------------- | ----------- | ---- | ---------- |
| Lancer du javelot | 93,90 m     | Doha | 5 mai 2017 |